# Bébé est perplexe
Pour plus de détails, voir Fiche technique et Distribution.
Bébé est perplexe est un film muet français réalisé par Louis Feuillade et sorti en 1912.
Ce film fait partie de la série des Bébé.

## Fiche technique
- Titre : Bébé est perplexe
- Réalisation : Louis Feuillade
- Scénario : Louis Feuillade
- Société de production : Société des Établissements L. Gaumont
- Pays d'origine :  France
- Langue : film muet avec les intertitres en français
- Format : Noir et blanc — 35 mm — 1,33:1 — Muet
- Métrage : 128 m
- Genre : Comédie
- Durée : 4 minutes 15
- Date de sortie : 
  - France : novembre 1912

## Distribution
- René Dary : Bébé (comme Clément Mary)
- Renée Carl : la mère